# Antiphytum parryi
Antiphytum parryi är en strävbladig växtart som beskrevs av S. Wats. Antiphytum parryi ingår i släktet Antiphytum och familjen strävbladiga växter. Inga underarter finns listade i Catalogue of Life.